# Doorzon Interieurarchitecten
Doorzon Interieurarchitecten is een bureau voor interieurarchitectuur in Gent. Het bureau werd in 2005 opgericht door interieurarchitecten Stefanie Everaert (Aalst, 1975) en Caroline Lateur (Brugge, 1975).

## Studies en loopbaan
Na hun studies interieurarchitectuur aan Campus Sint-Lucas Gent en de Koninklijke Academie voor Schone Kunsten in Gent eind jaren 90, werkten ze eerst in het atelier van meubelontwerper Maarten Van Severen. In 2005 richtten ze Doorzon Interieurarchitecten op.
Sinds 2016 doceren Everaert en Lateur aan de Faculteit Architectuur van de KU Leuven, in Gent.

## Werk
In 2006 verzorgden ze de uitvoering van de Biënnale Interieur.
In 2012 werd het bureau op uitnodiging van het Vlaams Architectuurinstituut en De Singel aangesteld voor de tentoonstellingsreeks ‘Jonge makers, denker, dromers’, waarvoor ze een fictief ontwerp ontwikkelden voor een nieuwe wijkmoskee in Gent.
In 2014 leverden ze hun eerste overheidsproject op; een nieuw administratief centrum voor het OCMW in Sint-Niklaas, in samenwerking met de architecten Els Claessens en Tania Vandenbussche. Ze namen deel aan verschillende edities van de ‘Open Oproep’ op uitnodiging van architecten de vylder vinck taillieu, waaronder de Open Oproep voor het nieuwe VRT-gebouw, waarbij ze tot de genomineerden behoorden.
In 2016 nam het bureau samen met de vylder vinck taillieu en fotograaf Filip Dujardin deel aan de Biënnale voor Architectuur in Venetië als curator deel aan de tentoonstelling BRAVOURE.
Een monografie over hun werk, met Christophe Van Gerrewey en Halewijn Lievens als auteurs, verscheen in 2013.